# Синтія Родс
Си́нтія Родс (англ. Cynthia Rhodes; 21 листопада 1956, Нешвілл, штат Теннессі, США) — американська акторка, співачка і танцюристка. Найяскравіші ролі: Пенні з «Брудних танців», Джекі з «Залишитися в живих» та Тіна з «Танцю-спалаху».

## Біографія
Її батьки були баптистами і виховували її, зпираючись на постулати цього віровчення. Одним з наслідків такого виховання були відмови Синтії від зйомок в Плейбой та інших оголених фотосесіях. З дитинства була дуже дисциплінованою і цілеспрямованою. Займалася гімнастикою та тренувалася по 6 годин у день, щоб досягти поставлених цілей. Результат — близько 30 золотих медалей, завойованих на просторах США. Її чекало велике спортивне майбутнє, золоті олімпійські медалі й кар'єра тренерки. Але вона кидає спорт і йде за мрією — з дитинства хотіла стати кінозіркою.
Першим місцем роботи Родмбув парк Оприленд. Там вона танцювала і співала. Синтії Родс вдалося потрапити на екран, не маючи ніяких зв'язків у кіносвіті і великих грошей.
Чоловік — Річард Маркс, американський співак та композитор. Сини: Брендон, Лукас і Джессі.

## Фільмографія
- Острів фантазій (серіал) (1978–1984). Fantasy Island … в ролі Мерліз

- Залишитися в живих (1983). Staying Alive … в ролі Джекі

- Танець-спалах (1983). Flashdance … в ролі Тіни Теч

- Полювання на роботів (1984). Runaway … в ролі Карен Томпсон

- Prime Cuts (відео) (1984)

- Брудні танці (1987). Dirty Dancing … в ролі Пенні Джонсон

- Проклін кришталевого ока (1991). Curse of the Crystal Eye … у ролі Вікі Філліпс

- Де вони зараз? (серіал на каналі VH-1) (1999–2004) … камео

## Пісні
- «Room To Move» — Animotion (1989)
- «Calling It Love» — Animotion (1989)
- «I'm Never Gonna Give You Up» з Френком Сталлоне — Staying Alive Soundtrack (1983)
- «Finding Out The Hard Way» — Staying Alive Soundtrack (1983)

1. ↑  Person Profile // Internet Movie Database — 1990.